# ماری موتوهاشی
ماری موتوهاشی (انگلیسی: Mari Motohashi؛ زادهٔ ۱۰ ژوئن ۱۹۸۶) ورزشکار کرلینگ اهل ژاپن است.